# Gare de Rümlingen
La gare de Rümlingen (en allemand Bahnhof Rümlingen) est la gare de Rümlingen, en Suisse.